# Valdosta, Georgia
Valdosta là một thành phố và là quận lỵ của Quận Lowndes, nằm ở biên giới phía nam của Georgia, Hoa Kỳ. Tính đến năm 2013, Valdosta có tổng dân số là 56.481, và là thành phố lớn thứ 14 ở Georgia
Valdosta là thành phố chính của Khu vực thống kê đô thị Valdosta, năm 2010 có dân số là 139.588 người. Nó bao gồm một phần của Quận Brooks về phía tây.
Valdosta là quê nhà của Đại học Valdosta State, một trường đại học trong khu vực thuộc Hệ thống Đại học Georgia với hơn 10.900 sinh viên.
Valdosta được gọi là Thành phố Azalea bởi vì thực vật sinh trưởng phong phú ở đây. Thành phố tổ chức lễ hội Azalea hàng năm vào tháng Ba.

## Địa lý
Valdosta nằm ở 30 ° 50′48 ″ N 83 ° 16′59 ″ W (30.846661, -83.283101).
Theo Cục điều tra dân số Hoa Kỳ, thành phố có tổng diện tích là 30,3 dặm vuông (78 km2), trong đó 29,9 dặm vuông (77 km2) là đất và 0,3 dặm vuông (0,78 km2) là nước, với tổng diện tích 1,09% nước.
Valdosta cách khoảng 230 dặm (370 km) về phía nam của Atlanta  và nó cũng cách khoảng 230 dặm về phía bắc của Orlando, Florida. Valdosta còn cách 138 dặm về phía đông của Dothan, Alabama và 137 dặm về phía tây của Hinesville. Valdosta cách khoảng mười lăm dặm về phía bắc của biên giới giữa tiểu bang với Florida.

### Khí hậu
Valdosta có khí hậu cận nhiệt đới ẩm (phân loại khí hậu Köppen Cfa), với mùa đông nhẹ, khô / ẩm ướt và mùa hè nóng ẩm. Nhiệt độ bình thường hơn 90 °F hoặc 32,2 °C, nhưng ở những thời điểm cực nóng, nhiệt độ thỉnh thoảng lên tới hơn 100 °F hoặc 37,8 °C. Tuyết rơi ở thành phố này rất hiếm. Trận tuyết rơi cuối cùng xảy ra vào năm 1989 với mức độ đáng kể. Ngoài ra, sương giá thường xuyên xảy ra giữa tháng 12 và tháng Hai.. Ở Valdosta rất hiếm khi mùa đông xuống thấp dưới 25 °F hoặc -3.9 °C

## Dân số
Theo Cục điều tra dân số, Valdosta thuộc Khu vực thống kê đô thị Georgia (MSA) có dân số ước tính là 135.804 và được xếp hạng  thứ 281 ở Mỹ vào năm 2009. (MSA bao gồm các quận Lowndes, Brooks, Lanier và Echols).
Theo điều tra dân số năm 2010 và ước tính từ 2005 đến 2009,  Valdosta đã có 54.518 người, 20.280 hộ gia đình và 11.876 gia đình cư trú trong thành phố. Mật độ dân số là 1.521,7 người trên một dặm vuông (563,9 / km²). Có 22,709 đơn vị nhà ở. Tỷ lệ chủng tộc của thành phố là 51,2% người Mỹ gốc Phi, 41,5% người da trắng, 0,3% người Mỹ bản xứ, 1,7% người châu Á, 0,1% người Thái Bình Dương, 1,2% từ các chủng tộc khác và 1,9% từ hai hoặc nhiều chủng tộc. Người gốc Tây Ban Nha hay La tinh của bất kỳ chủng tộc nào chiếm 4.0% dân số.
Theo điều tra dân số năm 2000, các nhóm tổ tiên chính của Valdosta phân theo chủng tộc là: Người da đen hoặc người Mỹ gốc Phi - 51%, người Anh - 9%, người Ailen - 7%, người Đức - 6%,  người Scotch-Ailen - 2%, Người Ý - 2%.
Có 20.280 hộ gia đình, trong đó 27,4% có trẻ em dưới 18 tuổi sống chung với bố mẹ, 35,5% là cặp vợ chồng chung sống với nhau, 19,3% là phụ nữ đơn thân và 41,4% không phải là gia đình. 28,4% hộ gia đình được tạo thành từ các cá nhân và 7,4% có người 65 tuổi trở lên sống một mình. Quy mô hộ trung bình là 2,35 và quy mô trung bình của gia đình là 2,93. Trong thành phố, dân số phân theo nhóm tuổi có tỷ lệ là 30% 19 tuổi trở xuống, 19,3% từ 20 đến 24 tuổi, 23,2% từ 25 đến 44 tuổi, 18,3% từ 45 đến 64 tuổi, và 9,4% người 65 tuổi hoặc lớn hơn. Độ tuổi trung bình là 25,5 tuổi. 53,1% dân số của Valdosta là nữ và 46,9% là nam giới. Thu nhập trung bình cho một hộ gia đình trong thành phố là $ 31,940, và thu nhập trung bình cho một gia đình là $ 39,295. Nam giới có thu nhập trung bình là $ 33,230 và $ 25,689 đối với nữ giới. Thu nhập bình quân đầu người của thành phố là $ 19,003. Khoảng 20,3% gia đình và 28,2% dân số sống dưới mức nghèo khổ, trong đó 34,3% là những người dưới 18 tuổi và 13,1% là những người 65 tuổi trở lên.

## Kinh tế

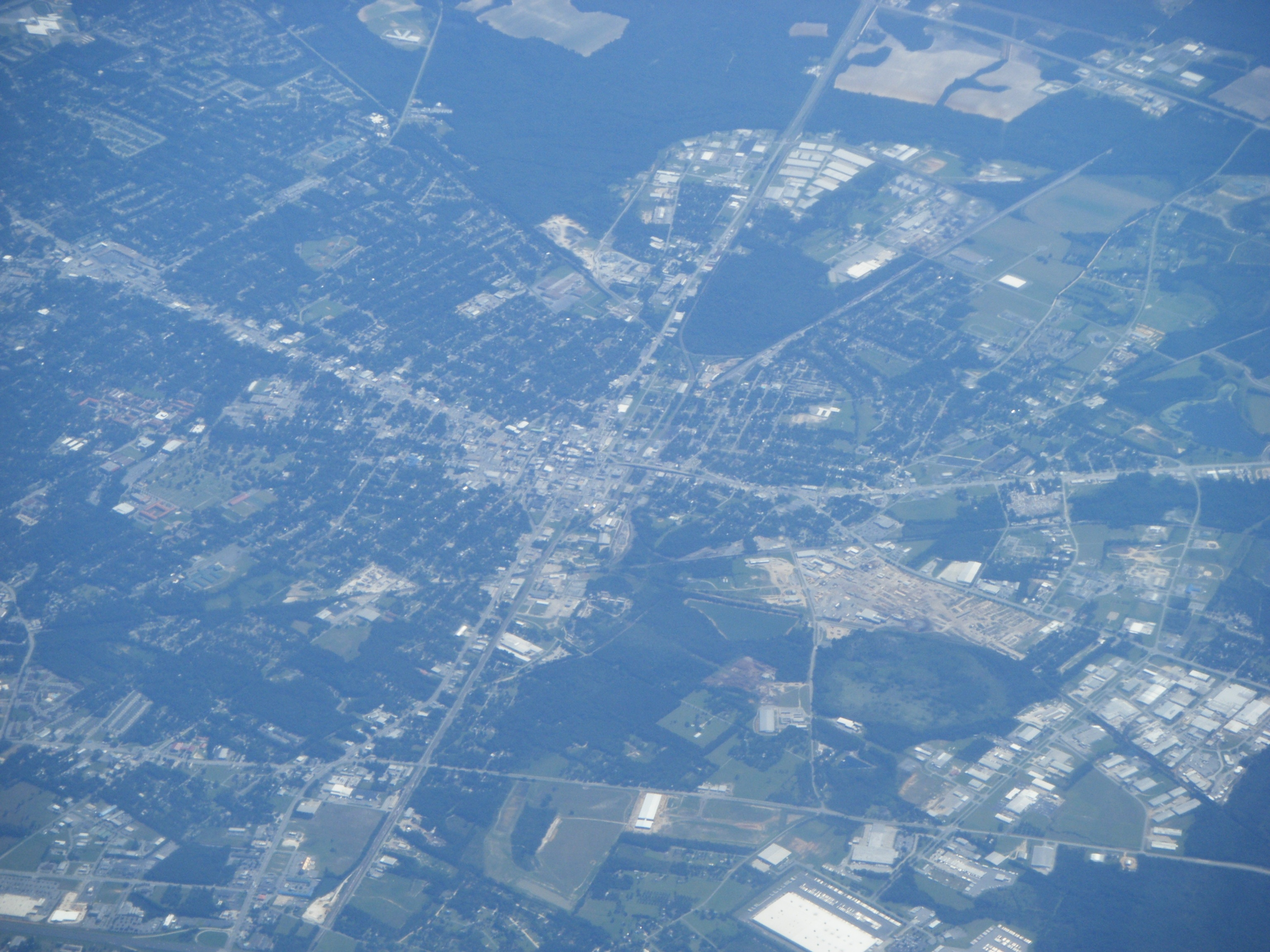
Nhìn từ trên không của Valdosta

Nằm ở phần phía nam của tiểu bang, Valdosta là một trung tâm thương mại lớn của Nam Georgia với nhiều nhà máy sản xuất. Khu vực này chủ yếu sản xuất thuốc lá, cửa hàng hải quân, đặc biệt là nhựa thông, cũng như gỗ thông và bột giấy. Theo Bộ Ngoại giao Georgia, Valdosta được gọi là " Thủ đô của những Cửa hàng Hải quân trên Thế giới" bởi vì nó cung cấp 80% nhu cầu của các cửa hàng hải quân trên thế giới.
Valdosta có một trung tâm mua sắm lớn trong khu vực, là Valdosta Mall, nơi có các cửa hàng đa quốc gia như JCPenney, Bed, Bath & Beyond, Buckle, PetSmart, Belk, Old Navy và Ross Stores. Một số cửa hàng lớn bao quanh trung tâm mua sắm hoặc gần trung tâm mua sắm bao gồm Best Buy, Home Depot, Kohl's, Lowe's, Office Max, Target và Publix. Valdosta còn có các khu vực mua sắm đáng chú ý khác như khu vực Historic Downtown với nhiều doanh nghiệp địa phương, và khu vực Five Points có Big Lots, Winn-Dixie và nhiều nhà hàng địa phương khác.